# Fruitland, Iowa
Fruitland là một thành phố thuộc quận Muscatine, tiểu bang Iowa, Hoa Kỳ. Năm 2010, dân số của thành phố này là 977 người.

## Dân số
Dân số qua các năm:
- Năm 2000: 703 người.
- Năm 2010: 977 người.